# 顿河畔纳希切万

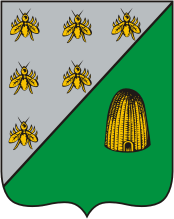
顿河畔纳希切万徽章，1811年启用，蜂蜜和蜂巢象征着勤劳的亚美尼亚人

顿河畔纳希切万（俄語：Нахичевань-на-Дону），又称新纳希切万（羅馬化：Nor Nakhijevan，与舊納希切萬相对），原為俄罗斯南部大城顿河畔罗斯托夫附近的城市，1779年由顿河亚美尼亚人建立，1928年并入罗斯托夫市內。

## 历史

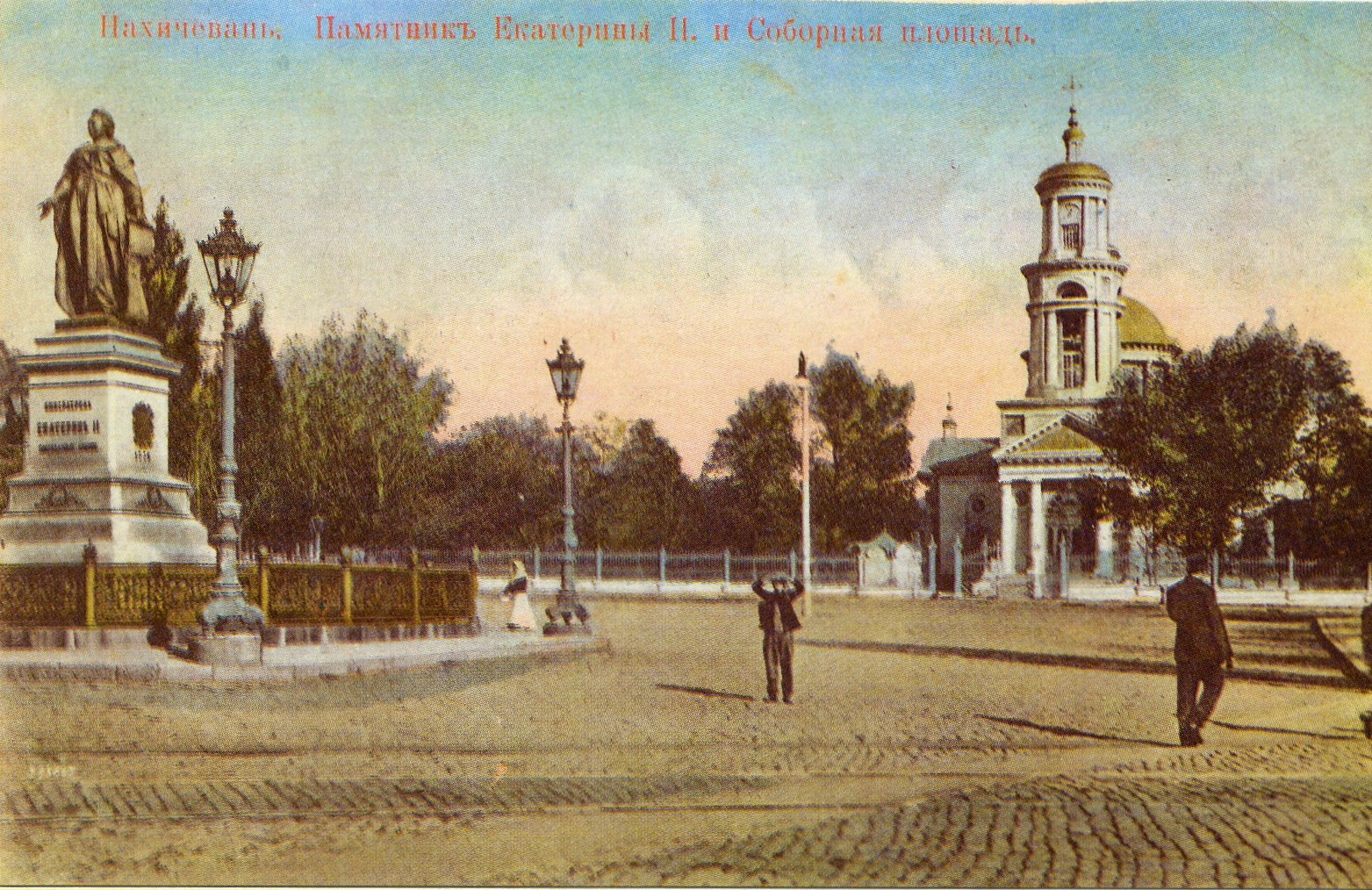
城市中央广场的叶卡捷琳娜二世像与启蒙者格列高利教堂

在克里米亚汗国成为俄罗斯附庸国后的1778年夏，为巩固对新俄罗斯地区的统治，将克里米亚彻底消化，俄国将领亚历山大·苏沃洛夫将12,600名克里米亚亚美尼亚人重新安置到顿河地区。女皇叶卡捷琳娜二世于1779年11月14日下令划给这群亚美尼亚人86,000公顷土地。三分之一的亚美尼亚人死于迁徙的路上和第一个冬天，幸存者建立了新纳希切万，新纳希切万“迅速成长为一个拥有自己的大教堂和神学院的重要城镇”。
1894年，亚美尼亚社区曾为庆祝沙皇亚历山大二世登基25年在顿河畔纳希切万建造了一座亚历山大柱。二十世纪初，它是顿河州的一部分。在1896年就有约32,174人口，其中本地居民14,618人（45.4%），非本地居民人17,556（54.6%）；亚美尼亚使徒教会信众估计有18,895人（58.7%），东正教徒10,965人（34.1%），其他的犹太人、旧礼仪派信徒、穆斯林、天主教徒、新教徒共有2,314人（7.1%）。根据1897年俄羅斯帝國人口普查，该市人口为28,427，其中操东斯拉夫语的俄罗斯人、乌克兰人和白俄罗斯人有19,224人，约占三分之二，亚美尼亚人有8,277人，占29.1%。
到19世纪末，该市已经被不断扩张的罗斯托夫所包围。早在1897年，《布罗克豪斯与埃弗隆百科全书词典》中，该市的条目就写到“如今，顿河畔纳希切万已经与罗斯托夫合并，两市之间的边界仅能通过1811年5月11日批准的一份规划来确定”。1928年12月28日，顿河畔纳希切万正式成为罗斯托夫的一部分。1929年，罗斯托夫最大的区普罗列塔尔斯卡亚区在顿河畔纳希切万原址成立。